# Волость (река)
Во́лость — река в Смоленской области России в Глинковском и Кардымовском районах. Левый приток Днепра.
Длина реки — 40 км, по другим данным 54 км, площадь водосборного бассейна — 580 км².
Высота истока — 240 м над уровнем моря. Исток у д. Болтутино Глинковского района. Направление течения: северо-запад. Устье в 2 км южнее напротив деревни Синчицы Кардымовского района. Притоки: правые: Детковка, Марша, Мошна, Боровка, Дубна; левые: Добрыня (Добра), Свиная, Ливна со Словяжей. Высота устья — 163,7 м над уровнем моря.